# Mořské řasy
Mořské řasy je souhrnné označení pro zelené řasy, chaluhy a ruduchy, které žijí ve slané vodě – mořích a oceánech. V posledních letech jsou čím dál výrazněji využívány v přírodním a ekologickém zemědělství.

## Využití

### Potravinářství
Mořské řasy (především zelené a hnědé) se využívají jako potraviny a to jak v přírodní podobě, tak jako surovina. Především hnědé řasy slouží k výrobě alginátu. Ten se využívá zejména v cukrářství, uplatnění má podobné jako želatina. Používá se i na jednoduchá jídla jako například suši.

### Textilní průmysl
Z hnědých řas se vyrábí alginátová vlákna, která nacházejí uplatnění v textilním průmyslu.

### Rostlinná výroba
Mořské řasy obsahují oproti sladkovodním odlišné látky, případně vyšší koncentrace látek, které mají široké uplatnění v rostlinné výrobě. Tyto látky lze využívat jako hnojiva, stimulátory, půdní kondicionéry a podpůrné prostředky. Využívány bývají mimo jiné Ascophyllum nodosum (obsahuje přes 80 minerálních látek), Sargassum (kyselina alginová, cytokininy) a Laminaria (polysacharid laminarin).

#### Historie
Nejstarší zmínky o výrobě hnojiv z mořských řas pocházejí ze 16. století z Anglie. Následně (a v průběhu 17. století) se přidaly Francie, Japonsko a Kanada. Později (vzhledem k nákladům na dopravu) byl čerstvý materiál nahrazen řasami zpracovanými do práškové a kapalné podoby.

#### Obsažené látky

##### Stimulátory
Řasy obsahují několik fytohormonů, látek blízkých fytohormónům a další sloučeniny se stimulačním účinkem:
- Auxiny (fytohormon stimulující růst)
- Gibereliny (GA3, GA7, regulují růst a podporují fyziologické procesy)
- Cytokininy (zrychlují dělení buněk)
- Ethen (podílí se na zrání plodů)
- Betain (zvyšuje obsah chlorofylu)
- Polyaminy

##### Půdní kondicionéry
- Alginát / kyselina alginová – kyselina alginová reaguje s kovovými prvky a vytváří příčné polymery, které pozitivním způsobem ovlivňují schopnost půdy vázat vodu a živiny, čímž zvyšují i biologickou aktivitu v substrátu.[1]

##### Minerální látky
Obsah základních minerálních látek (N, P, K) je oproti syntetickým průmyslovým hnojivům nižší; hlavní účinek je daný látkami, které fungují jako stimulátory růstu a půdní kondicionéry. Mořské řasy ale obsahují řadu mikroprvků, například jod, vápník, železo, hořčík a desítky dalších.

##### Ostatní látky
- Mannitol – jako smáčedlo pomáhá zvýšit příjem hnojiv a zvyšuje účinnost přípravků na ochranu rostlin
- Oligosacharidy (např. laminarin, zvyšuje sílu buněčné stěny)